# Ramphia albizona
Ramphia albizona är en fjärilsart som beskrevs av Pierre André Latreille 1817. Ramphia albizona ingår i släktet Ramphia och familjen nattflyn. Inga underarter finns listade.